# Anders Kjäll
Anders Kjäll, född 11 mars 1950 i Stockholm, är en svensk börsanalytiker.

## Biografi
Anders Kjäll började sin karriär 1971 på Skandinaviska Banken i Malmö, som senare blev en del av SEB. Senare var han chef för PK-bankens fond- och notariatavdelning. Från den 1 augusti 1981 var han chef för Richard Hägglöf Fondkommissions verksamhet i södra Sverige med placering i Malmö. Från den 1 september 1984 hade han istället placering på Hägglöfs huvudkontor i Stockholm. Han återvände senare till SE-banken, men gick den 15 augusti 1993 över till Matteus Fondkommisison. Den 15 maj 1995 tillträdde han som finanschef i Fermenta.
År 1985 var han med och grundade Börsveckan tillsammans med Björn Davegårdh, Tore Davegårdh och Sören Moberg, och blev sedan VD för tidningen. Han har även varit aktieanalytiker i tidningar som Finanstidningen och Privata Affärer. Med Björn Davegårdh var han även medförfattare till boken Handbok för aktiesparare vars första upplaga kom ut 1981.
Från år 2005 skötte han en fondportfölj för Nordnet tillsammans med Björn Davegårdh. Anders Kjäll var även med och grundade aktiefonden Davegårdh & Kjäll Fonder år 2008 tillsammans med Björn Davegårdh. Han var vd för fondbolaget under dess första år.
Åren 2009–2012 arbetade Kjäll på Finansinspektionens avdelning för konsumentfrågor.
Kjäll har även suttit i styrelsen för Thielska galleriet från 2012.